# Klippeplanet
En klippeplanet (også kaldet stenplanet, terrestrisk planet eller jordplanet), er en planet, som har en fast overflade, der overvejende består af silikatbjergarter.
I solsystemet er klippeplaneterne de fire planeter, som er nærmest Solen – Merkur, Venus, Jorden og Mars. 
En alternativ definition på en klippeplanet er, at det er en planet, som i en eller anden betydende forstand er "jordlignende".
Klippeplaneterne adskiller sig afgørende fra gasplaneterne, som ikke behøver have fast overflade, og som fortrinsvis består af kombinationer af brint, helium og vand i forskellige tilstandsformer.

## Struktur
Klippeplaneter har alle nogenlunde samme opbygning: En central metalkerne, som i almindelighed består af jern, og en omgivende silikatholdig kappe. Månen har en lignende opbygning. Klippeplaneter udviser kløfter, kratere, bjerge og vulkaner. Desuden har de en sekundær atmosfære — dvs. en atmosfære som er skabt ved vulkansk aktivitet eller kometnedslag, hvor gasplaneterne har primær atmosfære — dvs. atmosfære indfanget direkte fra den oprindelse protoplanetariske skive under solsystemets dannelse.
Teoretisk kan der findes to slags sten- eller klippeplaneter, hvoraf den ene er domineret af siliciumforbindelser mens den anden slags er kulplaneter, som fortrinsvis vil består af kulstofforbindelser, som det er tilfældet med kulstofkondriter.

## Solens klippeplaneter
Solsystemet omfatter fire jordplaneter: Merkur, Venus, Jorden og Mars, samt en jordlignende dværgplanet, Ceres. Himmellegemer som Pluto ligner klippeplaneterne ved at have fast overflade, men består af frosne materialer og er derfor isdværge. I begyndelsen af solsystemets dannelse var der sandsynligvis mange flere (dvs. planetesimaler), men de er alle blevet opfanget eller ødelagt af de fire tilbageværende. Blandt klippeplaneterne vides kun Jorden at besidde en aktiv hydrosfære.
Jordens Måne og Jupiter-månerne Io og Europa kan også anses for at være jordlignende, omend de omkredser planeter og derfor ikke selv er planeter. Io og Europa består hovedsagelig af klippemateriale til trods for, at de er dannet uden for frostlinjen. Det kan skyldes, at de dannedes i en del af Jupiter-skiven, som proto-Jupiter opvarmede for meget til, at den kunne indeholde store mængder frossent materiale.

### Tæthedsfordeling
Den usammenpressede tæthed af Solens klippeplaneter samt af Ceres og de to største asteroider er i almindelighed aftagende med stigende afstand fra Solen..
| Legeme | Gennemsnitlig tæthed | Usammenpresset tæthed | Halve storakse |
| ------ | -------------------- | --------------------- | -------------- |
| Merkur | 5,4 g/cm³            | 5,3 g/cm³             | 0,39 AU        |
| Venus  | 5,2 g/cm³            | 4,4 g/cm³             | 0,72 AU        |
| Jorden | 5,5 g/cm³            | 4,4 g/cm³             | 1,0 AU         |
| Månen  | 3,3 g/cm³            | 3,3 g/cm³             | 1,0 AU         |
| Mars   | 3,9 g/cm³            | 3,8 g/cm³             | 1,5 AU         |
| Vesta  | 3,4 g/cm³            | 3,4 g/cm³             | 2,3 AU         |
| Pallas | 2,8 g/cm³            | 2,8 g/cm³             | 2,8 AU         |
| Ceres  | 2,1 g/cm³            | 2,1 g/cm³             | 2,8 AU         |

Den vigtigste undtagelse fra reglene ses at være Månen tæthed, hvilket skyldes den usædvanlige måde, dens dannelse er sket på. Det vides på nuværende tidspunkt ikke, om klippeplaneter uden for vort solsystem vil følge samme trend.

## Klippeplaneter uden for solsystemet
De fleste af de planeter, som er blevet fundet uden for solsystemet har været gasplaneter, formentlig fordi disse er større og lettere at se eller måle indirekte via observationer. Det vides eller antages imidlertid, at et antal af disse exoplaneter er af jordplanet-typen.
Aleksander Wolszczan opdagede de første exoplaneter, nemlig de tre, som kredser om pulsaren PSR B1257+12, og som har masser på henholdsvis 0,02, 4,3 og 3,9 gange Jordens. De blev opdaget, fordi deres passager betød afbrydelser af pulsarens udsendelse af radiobølger (de ville ikke være blevet opdaget, hvis det ikke havde været en pulsar, de kredsede om). 
51 Pegasi b, som var den første exoplanet, der blev fundet omkring en stjerne i fusionstilstand, antog mange astronomer først for at måtte være en gigantisk jordplanet, eftersom man mente, at ingen gasplanet kunne eksistere så tæt på en stjerne (0,052 AU), som tilfældet var for 51 Pegasi b. Senere målinger af diameteren på en lignende exoplanet (HD 209458 b), som passerede forbi sin stjerne, viste imidlertid, at disse himmellegemer virkelig var gasplaneter.
I juni 2005 fandtes den første planet omkring en stjerne i fusionstilstand, som næsten sikkert er en jordplanet, kredsende om den røde dværg Gliese 876, som befinder sig 15 lysår fra Solen. Den planets masse er 5 til 7 gange større end Jordens og dens omløbstid er kun to jorddøgn.
Den 10. august 2005 fremkom observation en kold planet fra Probing Lensing Anomalies NETwork/Robotic Telescope Network (PLANET/RoboNet) og Optical Gravitational Lensing Experiment (OGLE). Den kredser om en stjerne ca. 21.000 lysår væk i stjernebilledet Skorpionen og har betegnelsen OGLE-2005-BLG-390Lb. Dens masse er omkring 5,5 gange Jordens. Den kredser om sin stjerne i en afstand, som svarer til vort solsystems asteroidebælte. Eksistensen af den blev afsløret ved en teknik, som betegnes mikrolinseeffekt, og som indtil videre er ene om at kunne opdage planeter med masse svarende til Jordens eller mere. 
Senere, i april 2007, offentliggjorde et hold europæiske forskere deres opdagelse af en exoplanet omkring den røde dværgstjerne Gliese 581. Den blev opdaget ved hjælp af et af ESOs teleskoper på La Silla-observatoriet i Chile, hvor et særligt instrument kan opdele lys og finde svingninger ved forskellige bølgelængder, og derved afsløre tilstedeværelsen af exoplaneter. Den fundne exoplanet har en masse på omkring fem gange Jordens masse, hvilket klassificerer den som en super-jord. Opdagerne er ikke sikre på, om den er klippefyldt som Jorden eller en frossen iskugle med flydende vand på overfladen. Er den klippefyldt, som den fremherskende teori siger, er dens diameter omkring halvanden gang større end Jordens. Er det derimod en iskugle, vil den være større endnu. De første fortolkninger af de modtagne data syntes at vise, at planeten, Gliese 581 c kunne være beboelig. Senere beregninger har dog vist, at temperaturerne på planeten formentlig er for høje til at understøtte liv, ligesom Gliese 581 c på grund af nærheden til sin stjerne formentlig er i bunden rotation, hvorved planeten altid vender den samme side mod stjernen, hvilket reducerer mulighederne for liv. Der er dog opdaget en yderligere planet i systemet (Gliese 581 d), der muligvis kan understøtte liv, ligesom en række data tyder på eksistensen af yderligere en planet i systemet, Gliese 581 g, der ligger indenfor den beboelige zone omkring stjernen Gliese 581. 
Der planlægges et antal teleskoper, som vil være i stand til direkte af tage billeder af exoplaneter. Blandt disse planer er Terrestrial Planet Finder, Space Interferometry Mission, Darwin, New Worlds Mission, Kepler Mission og Overwhelmingly Large Telescope.

### Jordlignende exoplaneter
| Titel                               | Planet                  | Stjerne     | Bemærkning                                         |
| ----------------------------------- | ----------------------- | ----------- | -------------------------------------------------- |
| Planet nærmest ved 1 Mjord          | PSR 1257+12 C           | PSR 1257+12 | 3,9 MJord                                          |
| Nærmeste planet til 1 AU i kredsløb | HD 142 b (gasplanet)    | HD 142      | 0,980 AU                                           |
| Nærmeste planet til 1 AU i kredsløb | HD 28185 b (gasplanet)  | HD 28185    | 1,031 AU                                           |
| Nærmeste planet til 1 AU i kredsløb | HD 128311 b (gasplanet) | HD 128311   | 1,02 AU                                            |
| Nærmeste kredsløb på 365 dage       | HD 142 b (gasplanet)    | HD 142      | 337 dage                                           |
| Nærmeste kredsløb på 365 dage       | HD 92788 b (gasplanet)  | HD 92788    | 378 dage                                           |
| Nærmest i temperatur til 300 K      | Mu Arae e               | Mu Arae     | 308 K                                              |
| Nærmest i temperatur til 300 K      | Gliese 581 c            | Gliese 581  | 290 K; Første jordlignende planet i beboelig zone. |